# Arenella-Vergine Maria
Arenella-Vergine Maria è il venticinquesimo quartiere di Palermo.
Il quartiere è compreso nella VII Circoscrizione.

## Geografia fisica
Il quartiere si sviluppa sulla costa nord di Palermo, ai piedi del Monte Pellegrino. 
La fascia costiera è in larga parte rocciosa, sebbene siano presenti anche due spiagge sabbiose di modeste dimensioni chiamate, rispettivamente, dell'Arenella e di Vergine Maria. 
Confina:
- a nord con il quartiere Partanna-Mondello
- A ovest e a sud con il quartiere Montepellegrino
- A est con il mar Tirreno

## Storia
Il quartiere nasce dall'unione di due antiche borgate marinare, quella dell'Arenella e quella di Vergine Maria, oggi Unità di Primo Livello del capoluogo siciliano. 
Vergine Maria si sviluppa nelle estreme vicinanze della Tonnara Bordonaro, edificata nel XIV secolo nella costa sottostante il Monte Pellegrino. L'Arenella nasce in seguito all'edificazione del porticciolo omonimo, per andare incontro ad una forte crescita nel XIX secolo, grazie al successo imprenditoriale legato alla Tonnara Florio. 
Nel secondo dopoguerra, la distanza tra il centro della città e le borgate si è velocemente ridotta fino ad essere inglobate nel tessuto urbano, divenendone un quartiere moderno dell'espansione in direzione nord. 

## Monumenti e luoghi d'interesse

### Architetture religiose
Sulle pendici del Monte Pellegrino, sopra la borgata di Vergine Maria, si trova il principale cimitero comunale di Palermo: Santa Maria dei Rotoli.